# Gleichwie der Regen und Schnee vom Himmel fällt
Gleichwie der Regen und Schnee vom Himmel fällt (in tedesco, "Come la pioggia e la neve cadono dal cielo") BWV 18 è una cantata di Johann Sebastian Bach.

## Storia
Composta per la Domenica di Sessagesima, la cantata è basata su testi di Erdmann Neumeister per i movimenti 3 e 4, del profeta Isaia per il secondo e di Lazarus Spengler per il quinto. Da considerazioni stilistiche, si tratta di un lavoro giovanile di Bach. Come molte delle cantate scritte in gioventù dal compositore, anche questo lavoro inizia con una sinfonia strumentale, una ciaccona in tonalità minore, suddivisa in episodi, con un da capo finale.

## Struttura
La Gleichwie der Regen und Schnee vom Himmel fällt è composta per soprano solista, tenore solista, basso solista, coro, viola I, II, III e IV, fagotto, flauto I e II e basso continuo ed è suddivisa in cinque movimenti:
1. Sinfonia.
2. Recitativo: Gleichwie der Regen und Schnee vom Himmel fällt, per basso e continuo.
3. Recitativo e corale: Mein Gott, hier wird mein Herze sein, per soprano, tenore, basso e coro.
4. Aria: Mein Seelenschatz ist Gottes Wort, per soprano.
5. Corale: Ich bitt, o Herr, aus Herzens Grund, per tutti.